# Rampur Bhawanipur
Rampur Bhawanipur é uma vila no distrito de Barabanki, no estado indiano de Uttar Pradesh.

## Demografia
Segundo o censo de 2001, Rampur Bhawanipur tinha uma população de 11,303 habitantes. Os indivíduos do sexo masculino constituem 52% da população e os do sexo feminino 48%. Rampur Bhawanipur tem uma taxa de literacia de 36%, inferior à média nacional de 59.5%: a literacia no sexo masculino é de 43% e no sexo feminino é de 28%. Em Rampur Bhawanipur, 19% da população está abaixo dos 6 anos de idade.